# Matthew Prior
Matthew Prior, född den 21 juli 1664, död den 18 september 1721, var en engelsk skald.
Prior vann earlens av Dorset beskydd och kom 1682 till universitetet i Cambridge. Han skrev där tillsammans med Charles Montagu dikten City mouse and country mouse (1687), en parodi på Drydens Hind and panther.
Därigenom vann Prior gynnare, som införde honom på den diplomatiska banan. Han blev 1691 ambassadsekreterare i Haag och tjänstgjorde 1697 som sekreterare vid avslutandet av freden i Rijswijk.
Invald i parlamentet 1701, övergick Prior en tid därefter till tories, användes 1710-1714 i alla diplomatiska underhandlingar med Frankrike, än som hemlig agent, än som ambassadör.
Han avlägsnades efter whigpartiets tillträde till makten och hölls till och med i arrest 1715-1717. Han fick sin grav i "skaldernas hörn" i Westminster abbey.
Prior utgav 1718 en samling skaldestycken, i vilka han visar sig som horatiansk epikuré till livsuppfattningen och societetsskald av stor förtjänst, särskilt med avseende på diktionens klarhet och pregnans.
Han skrev oden, kärleksvisor i de franska chansondiktarnas anda, epistlar, epigram och poetiska berättelser i samma självsvåldiga stil som Lafontaines Contes, utöver den Butler efterliknande Alma, or the progress of the mind och ett episkt försök, Solomon. Priors arbeten utgavs bland annat 1779, 1835 och 1892 samt i urval med inledning och noter av A. Dobson 1889.